# تامی شلبی
توماس مایکل شِلبی (به انگلیسی: Thomas Michael Shelby) نام شخصیت اصلی مجموعهٔ تلویزیونی درام تاریخی پیکی بلایندرز با بازی کیلین مورفی است. مورفی برای بازی در این نقش برندهٔ جایزهٔ فیلم و تلویزیون ایرلندی و جایزهٔ تلویزیون ملی شد. این شخصیت مورد تحسین بسیاری از منتقدان قرار گرفته است.
استیون نایت، کارگردان سریال، کیلین مورفی را برای نقش تامی شلبی انتخاب کرده‌است. این شخصیت سرباز سابق جنگ جهانی اول و از خانواده‌ای انگلیسی رومانیایی در شهر بیرمنگام بریتانیا است.